# Katatónia
A katatónia egy pszichiátriai tünet, amelyet a szkizofréniában szenvedőknél lehet megfigyelni.

## Tünetek
A tünetek két csoportba oszthatók. Az egyik esetben a beteg órákig vagy napokig teljes mozdulatlanságba dermedve elzárkózik a külvilágtól, nem tud beszélni és táplálkozni sem (stupor). A tünetek másik csoportját az izgalmi tünetek alkotják, a minden ok nélkül jelentkező mozgásrohamok, amelyek lehetnek ritmusosak is (pl. a beteg föl-alá sétál). Gyakran előfordul, hogy a beteg mozgásrohamai közben betöri az ablakot vagy bútorokat rongál.